# Nuevo Ubero
Nuevo Ubero es una localidad situada en el municipio de Matías Romero Avendaño, en el estado de Oaxaca. Según el censo de 2020, tiene una población de 427 habitantes.
Está ubicada a una altitud de 83 metros sobre el nivel del mar.

## Geografía
Se localiza en las coordenadas 17°19'12" de latitud norte y 95°03'03" de longitud oeste.

## Población
Según el censo de población de INEGI del 2020, la comunidad cuenta con una población total de 427 habitantes, de los cuales 219 son mujeres y 208 son hombres. Del total de la población, 7 personas hablan alguna lengua indígena.

## Ocupación
El total de la población económicamente activa es de 249 habitantes, de los cuales 136 son hombres y 113 son mujeres.